# 康振生
康振生（1957年10月13日—），男，四川安岳人，中国植物病理学家。

## 生平
1982年毕业于西北农学院植物病理系。1990年获西北农业大学农学博士学位。2017年当选为中国工程院院士。